# Kriekenbier (Strubbe)
Kriekenbier is een Belgisch fruitbier op basis van West-Vlaams oud bruin.
Het bier wordt sinds 1996 gebrouwen in Brouwerij Strubbe te Ichtegem. Het is een roodkleurig bier met een alcoholpercentage van 4,5%.